# Sabrina Rastetter
Sabrina Rastsetter (* 20. April 1987, Ehename: Sabrina Spuling) ist eine ehemalige deutsche Fußballspielerin.

## Karriere

### Vereine
Rastetter spielte von 2002 bis 2003 in der Jugendabteilung des Karlsruher SC, mit deren B-Jugendmannschaft sie 2002 die Süddeutsche Meisterschaft gewann. Im Finale, das mit 7:1 gegen den 1. FFC Frankfurt gewonnen wurde, erzielte sie das Tor zum 2:0 in der 26. Minute. Von 2003 bis 2004 spielte sie bei Eintracht Frankfurt und kurz darauf auch beim 1. FFC Frankfurt. Dort galt sie als Nachwuchshoffnung und so bestritt sie in der Saison 2003/04 vier Punktspiele in der Bundesliga und erzielte in diesen zwei Tore. Diese erzielte sie in ihren ersten beiden Einsätzen am 10. und 18. April 2004 in den beiden Heimspielen gegen den VfL Wolfsburg und den FFC Brauweiler Pulheim beim 3:0 und 3:1-Sieg mit den Treffern zum 1:0 in der 20. und zum 3:0 in der 70. Minute. Sie hoffte zunächst auf eine Profikarriere in Frankfurt, verletzte sich in der Saison jedoch zwei Mal schwer.
Unmittelbar nach der Saison ergriff sie daher die Möglichkeit, sich nach Russland zu verändern, da sie dort ein Angebot des in Woronesch im gleichnamigen Oblast ansässigen Energija annahm. Gründe hierfür waren in der hohen Spielergage und der professionellen Betreuung zu suchen. Für  Energija Woronesch bestritt sie Punktspiele bis zum Ende der Saison. Der Verein lieferte sich mit dem 1. FFC Turbine Potsdam ein spannendes Viertelfinale im UEFA Women’s Cup 2003/04, das jedoch letztlich Potsdam für sich entscheiden konnte. Im Hinspiel sorgte sie für den Führungstreffer, Potsdam gelang jedoch der Ausgleich und im Rückspiel verlor Woronesch mit 4:1.
Nach Deutschland zurückgekehrt, kam sie während der bereits laufenden Saison 2004/05 für den SC Sand in der 2. Bundesliga Süd zu Punktspielen, bevor sie zur Folgesaison vom Ligakonkurrenten 1. FC Saarbrücken verpflichtet wurde. 2006 beendete die ihre Profikarriere.Später kehrte sie auch zum Karlsruher SC zurück. Zuletzt spielte sie in der Oberliga für Speyer.

### Nationalmannschaft
Rastetter debütierte als Nationalspielerin am 1. November 2001 beim 4:2-Sieg der U17-Nationalmannschaft im Testspiel gegen die Auswahl Frankreichs. Ihr letztes von 25 Länderspielen für diesen Nachwuchs bestritt sie am 11. Mai 2004 beim 5:0-Sieg im Testspiel gegen die Auswahl der Niederlande. Ihr erstes von acht Länderspieltoren erzielte sie am 2. Juli 2002 bei der 1:2-Niederlage im Testspiel gegen die Auswahl Dänemarks mit dem Treffer zum 1:1 in der 66. Minute.

## Privatleben
Sabrina Rastetter heiratete nach ihrer Karriere und nahm den Namen Spuling an. Sie arbeitet als kaufmännische Angestellte.

## Erfolge
- Süddeutscher B-Juniorinnen-Meister 2002